# Volić Mali (Palagruško otočje)
Volić Mali je hrid u Jadranskom moru, na hrvatskom dijelu Jadrana. Nalazi se oko 200 metara zapadno od otoka Vele Palagruže. 
Površina hridi nije poznata (oko 100 m2), a hrid se iz mora uzdiže 4 m.